# Nina Chruščovová
Nina Petrovna Chruščovová, roz. Kucharčuková (rusky Нина Петровна Хрущёва, ukrajinsky Ні́на Петрі́вна Хрущо́ва, 14. dubna 1900 Wasylów – 13. srpna 1984 Moskva) byla ukrajinská politička a druhá manželka generálního tajemníka KSSS Nikity Chruščova.

## Životopis

### Mládí a studia
Nina Kucharčuková se narodila v dnes polské vesnici Wasylów. Její rodiče, Petro Vasyljovyč Kucharčuk a Kateryna Petrivna Bondarčuková, byli rolníci. Po dokončení tří let základní školy ve své vesnici se v roce 1912 zapsala do školy v Lublinu a poté do vyšší školy v Chelmu.

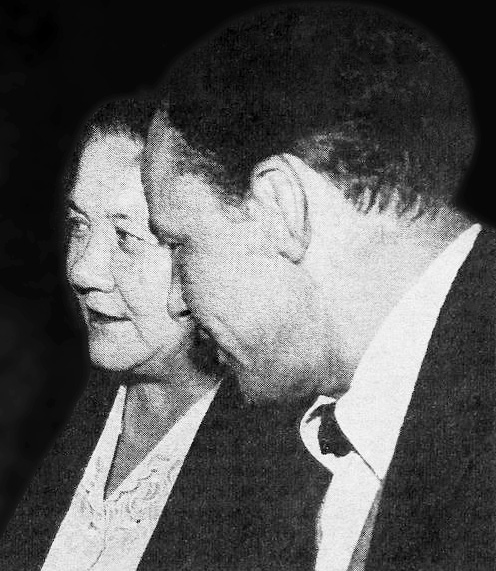
Nina Chruščovová se zpěvákem Frankem Sinatrou

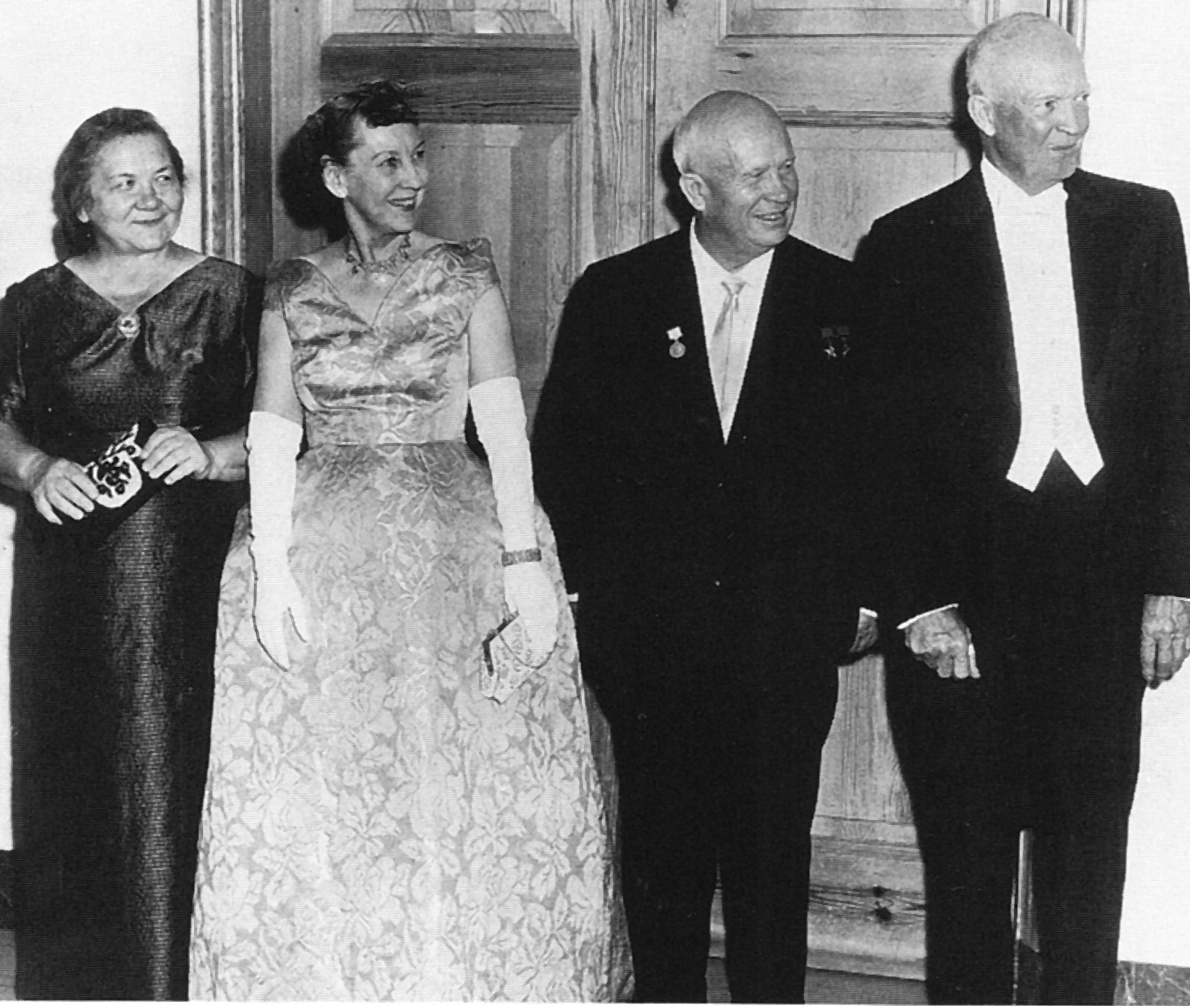
Zleva: Nina Chruščovová, Mamie Eisenhowerová, Nikita Chruščov a Dwight Eisenhower v roce 1959

Po začátku první světové války Kucharčuková přesídlila do Oděsy, kde studovala až do roku 1919 a pracovala jako sekretářka. V roce 1919 se přidala k bolševikům v Oděse. Kucharčuková mluvila plynně francouzsky, polsky, rusky, ukrajinsky i svým rodným lemkovským dialektem a stala se jednou z vůdkyň Ligy mladých komunistů v Oděse, tehdy obsazené Francouzi. Kucharčuková a Taras Franko, syn Ivana Franka, se poté připojili k haličskému stranickému úřadu, vytvořenému na příkaz Vladimíra Lenina, aby šířili komunistické myšlenky mezi ukrajinskou haličskou armádou. V červnu 1920 byla jmenována agitátorkou na polské frontě a stala se vedoucí odboru školství a ženského odboru Ústředního výboru Komunistické strany západní Ukrajiny. Později téhož roku byla Kucharčuková poslána do Moskvy, aby pokračovala ve studiu.

### Učitelka a politička
V roce 1921 se stala učitelkou na škole komunistické strany v Bachmutu, ale brzy onemocněla tyfem[nepřesný odkaz] a po uzdravení byla přemístěna do podobné školy v Doněcku. Tam v roce 1922 Kucharčuková potkala Nikitu Chruščova, s nímž strávila většinu svého zbývajícího života. V roce 1926 byla Kucharčuková znovu poslána do Moskvy, aby zde studovala politickou ekonomii, a poté učila na stranické škole v Kyjevě. V Kyjevě v roce 1929 porodila dceru Radu, své první dítě s Chruščovem. Starala se také o Chruščovovy dvě děti z předchozího manželství, a když byl v roce 1930 Chruščov poslán do Moskvy, jela tam s ním. V Moskvě žila Kucharčuková s Chruščovovými rodiči a pracovala jako vůdce stranické buňky v továrně na lampy. V roce 1935 porodila jejich syna Sergeje a v roce 1937 dceru Elenu, která zemřela ve věku 35 let.
V roce 1938 byl Chruščov jmenován prvním tajemníkem Komunistické strany Ukrajiny a jeho rodina se vrátila do Kyjeva, ale jen o tři roky později byla evakuována do Samary kvůli německé invazi do Sovětského svazu.

### První dáma SSSR
Poté, co se v roce 1953 Nikita Chruščov stal nejvýše postaveným vůdcem Sovětského svazu, Kucharčuková vystupovala jako první dáma Sovětského svazu v pozici, která u předchozích sovětských vůdců neexistovala. Na rozdíl od svých předchůdkyň doprovázela Chruščova na jeho zahraničních cestách, účastnila se oficiálních akcí a byla de facto manažerkou Chruščovova soukromého života.
Kucharčuková a Chruščov se oficiálně vzali až v roce 1965, poté, co byl Chruščov zbaven úřadu. Zbytek života strávila v Žukovce v Moskevské oblasti. Zemřela 13. srpna 1984 ve věku 84 let.